# Красота по-американски
«Красота́ по-америка́нски» (англ. American Beauty) — американский драматический фильм, снятый Сэмом Мендесом по сценарию Алана Болла и являющийся его режиссёрским дебютом.
Фильм был положительно встречен критиками и завоевал пять статуэток премии «Оскар», включая главную награду за лучший фильм.

## Сюжет
42-летний Лестер Бёрнем (Кевин Спейси) работает в рекламном агентстве. В какой-то момент он понимает, что ненавидит свою работу, что его раздражает жена Кэролайн (Аннетт Бенинг), а дочь-подросток Джейн (Тора Бёрч) всё больше от него отдаляется.
Осознание оборачивается для него нежеланием более носить маску «счастливого» мещанства, навязанную женой.
На работе, которой Лестер отдал 14 лет, новый менеджер под благовидным предлогом предлагает Бёрнэму освободить место в штате, в связи с сокращениями и урезанием финансирования. Лестер рассказывает об этом жене, которая в уничижительной форме пытается доказать мужу, что тот просто обязан терпеть любую повинность, лишь бы не остаться без работы — «теперь мне оплачивать счета, раз ты безработный!».
Соседи Бернема по улице — гей-пара. Вскоре в пустующий соседний дом въезжает семья, и их новым соседом по улице становится полковник КМП США Фрэнк Фиттс (Крис Купер), гомофобно настроенный гражданин. Сын полковника, Рики (Уэс Бентли), снимает на видеокамеру Джейн, чем очень её нервирует.
Однажды Лестер, посетив баскетбольный матч, видит подругу дочери, Анджелу (Мена Сувари), которая вместе с Джейн выступает в группе поддержки, и влюбляется в неё. Анджела собирается стать моделью, она рассказывает Джейн о своих любовных похождениях и подробно делится с ней своим «богатым сексуальным опытом». Позже, подслушав разговор дочери с Анджелой, когда она была у них в гостях, Бёрнем узнаёт, что та находит его привлекательным, однако недостаточно спортивным. После этого Бёрнем начинает заниматься физическими упражнениями.
Лестер Бёрнем знакомится с Рики Фитцем на вечеринке, где последний работает официантом. Фитц рассказывает Лестеру, что эта работа на самом деле является прикрытием его истинного источника дохода, на самом же деле он торгует наркотиками.
Накуренных и весёлых ребят внезапно застукивает распорядитель и в ультимативной форме предлагает Рики либо работать, либо убираться прочь. Рики легко увольняется, чем вызывает восхищение у Лестера: он внезапно понимает, что потеря (нелюбимой) работы ещё ничего не означает. Позже Лестер покупает у Рики порцию марихуаны. На своей работе Лестер, оперируя секретной информацией относительно финансовой деятельности конторы, блефует, выигрывает и получает от фирмы солидные отступные — оклад за год плюс премиальные, которые, наконец-то, тратит на своё усмотрение — покупает давно желанный Pontiac Firebird 1970 красного цвета, что был когда-то у его кузена, и устраивается продавцом в придорожное кафе быстрого питания. Наконец-то он чувствует себя счастливым, впервые за долгие годы он поступает так, как хочет сам; ему кажется, что наступил новый период в его жизни. Он чувствует себя молодым и привлекательным. Кэролайн изменяет ему, и Бёрнем видит её, целующуюся в автомобиле с Бадди Кейном (Питер Галлахер) — риэлтором, с которым Бёрнемы познакомились ранее на вечеринке, — но ему всё равно. Рики и Джейн становятся возлюбленными. Рики рассказывает Джейн о том, как отец положил его в психиатрическую больницу на два года. Он объясняет, что снимает на камеру всё, что считает красивым.
Анджела приходит в гости к Бёрнемам и собирается переночевать у них. У Лестера заканчивается марихуана, он отправляет сообщение на пейджер Рики. Рики приносит ему новую порцию, его отец наблюдает за ними из окна. Бернем лежит на диване, а Рики показывает ему, как делать самокрутку, из окна же всё выглядит так, будто они занимаются оральным сексом. По возвращении Рики отец избивает его, говорит, что лучше бы его сын умер, чем был гомосексуалом. Услышав это, Рики, стремящийся освободиться от тирании отца, нарочно заявляет о своей гомосексуальности и уходит из дома.

Фантазии Бёрнема. Кадр из фильма. Кевин Спейси в роли Лестера Бёрнема и Мина Сувари в роли Анджелы Хейс

Рики приходит домой к Джейн и предлагает ей уехать в Нью-Йорк, но Анджела возражает и оскорбляет Рики, Джейн принимает сторону Рики и ссорится с Анджелой. В гараж к Бёрнему приходит расстроенный полковник Фиттс. Во время разговора Бёрнем рассказывает об измене жены, добавив, что ему это безразлично. Фиттс истолковывает это как то, что Бёрнем — гомосексуал. В отчаянии Фиттс целует его, но, получив отказ, обескураженно уходит.
К дому на автомобиле направляется Кэролайн с пистолетом. Она ненавидит мужа за то, что, как она думает, он загубил лучшие годы её жизни и она стала жертвой.
Лестер Бёрнем застаёт заплаканную Анджелу и успокаивает её. Они оказываются в постели, и неожиданно Анджела признаётся, что на самом деле является девственницей. Узнав это, Бёрнем отказывается от секса и снова её успокаивает.
Лестер и Анджела разговаривают за едой на кухне. Лестер спрашивает Анджелу, как поживает Джейн, которая уже давно с ним не общается. Анджела говорит, что Джейн очень счастлива, поскольку влюблена. Затем Анджела задаёт тот же вопрос самому Лестеру. Лестер удивлён, поскольку уже очень давно никому не было дела до его жизни. Он отвечает, что всё великолепно. Анджела говорит, что ей нужно сходить в ванную комнату. После её ухода Бёрнем берёт в руки семейную фотографию и рассматривает её с улыбкой на лице от хороших воспоминаний. В это время кто-то подносит к его затылку пистолет. Раздаётся выстрел. Кровь на стене. За секунду до этого в сознании Бёрнема проносится его жизнь и отдельные воспоминания. Он думал, что его жизнь была жалкой, неинтересной и пустой, но тут он вспоминает все счастливые моменты, проведённые с семьёй, и понимает, что на самом деле любит своих жену и дочь. Он умирает с улыбкой на губах. Одновременно с этим показывают всех персонажей в момент выстрела: Кэролайн на улице под дождём, испуганная Анджела в ванной, Джейн и Рики в комнате наверху, а позже — полковник Фиттс с пистолетом и в забрызганной кровью одежде. Бёрнем лежит в луже крови с мертвенной, едва различимой улыбкой на лице.

## Актёрский состав
- Кевин Спейси — Лестер Бёрнем
- Аннетт Бенинг — Кэролайн Бёрнем
- Тора Бёрч — Джейн Бёрнем
- Уэс Бэнтли — Рики Фиттс
- Мина Сувари — Анджела Хейс
- Питер Галлахер — Бадди Кейн
- Эллисон Дженни — Барбара Фиттс
- Крис Купер — полковник Фрэнк Фиттс
- Скотт Бакула — Джим Олмейер
- Сэм Робардс — Джим Беркли
- Барри Дель Шерман — Брэд Дюпри

## Награды и номинации
| Премия                         | Категория                            | Лауреаты и номинанты                                                                                        | Результат |
| ------------------------------ | ------------------------------------ | --- | --------- |
| Оскар                          | Лучший фильм                         | Брюс Коэн, Дэн Джинкс                                                                                       | Победа    |
| Оскар                          | Лучшая режиссура                     | Сэм Мендес                                                                                                  | Победа    |
| Оскар                          | Лучшая мужская роль                  | Кевин Спейси                                                                                                | Победа    |
| Оскар                          | Лучшая женская роль                  | Аннетт Бенинг                                                                                               | Номинация |
| Оскар                          | Лучший оригинальный сценарий         | Алан Болл                                                                                                   | Победа    |
| Оскар                          | Лучшая операторская работа           | Конрад Холл                                                                                                 | Победа    |
| Оскар                          | Лучший монтаж                        | Тарик Анвар, Кристофер Гринбери                                                                             | Номинация |
| Оскар                          | Лучшая музыка к фильму               | Томас Ньюман                                                                                                | Номинация |
| BAFTA                          | Лучший фильм                         | Брюс Коэн, Дэн Джинкс                                                                                       | Победа    |
| BAFTA                          | Лучшая режиссура                     | Сэм Мендес                                                                                                  | Номинация |
| BAFTA                          | Лучшая мужская роль                  | Кевин Спейси                                                                                                | Победа    |
| BAFTA                          | Лучшая женская роль                  | Аннетт Бенинг                                                                                               | Победа    |
| BAFTA                          | Лучшая мужская роль второго плана    | Уэс Бентли                                                                                                  | Номинация |
| BAFTA                          | Лучшая женская роль второго плана    | Тора Бёрч                                                                                                   | Номинация |
| BAFTA                          | Лучшая женская роль второго плана    | Мина Сувари                                                                                                 | Номинация |
| BAFTA                          | Лучший оригинальный сценарий         | Алан Болл                                                                                                   | Номинация |
| BAFTA                          | Лучшая операторская работа           | Конрад Холл                                                                                                 | Победа    |
| BAFTA                          | Лучшая работа художника-постановщика | Наоми Шохан                                                                                                 | Номинация |
| BAFTA                          | Лучший монтаж                        | Тарик Анвар, Кристофер Гринбери                                                                             | Победа    |
| BAFTA                          | Лучший грим                          | Таня Маккомас, Кэрол О’Коннелл                                                                              | Номинация |
| BAFTA                          | Лучшая музыка к фильму               | Томас Ньюман                                                                                                | Победа    |
| BAFTA                          | Лучший звук                          | Скотт Мартин Гершин, Скотт Миллан, Боб Бимер, Ричард Ван Дайк                                               | Номинация |
| Золотой глобус                 | Лучший фильм — драма                 | | Победа    |
| Золотой глобус                 | Лучшая режиссура                     | Сэм Мендес                                                                                                  | Победа    |
| Золотой глобус                 | Лучшая мужская роль в драме          | Кевин Спейси                                                                                                | Номинация |
| Золотой глобус                 | Лучшая женская роль в драме          | Аннетт Бенинг                                                                                               | Номинация |
| Золотой глобус                 | Лучший сценарий                      | Алан Болл                                                                                                   | Победа    |
| Золотой глобус                 | Лучшая музыка к фильму               | Томас Ньюман                                                                                                | Номинация |
| Премия Гильдии киноактёров США | Лучший актёрский состав              | Кевин Спейси, Аннетт Бенинг, Тора Бёрч, Мина Сувари, Уэс Бэнтли, Крис Купер, Эллисон Дженни, Питер Галлахер | Победа    |
| Премия Гильдии киноактёров США | Лучшая мужская роль                  | Кевин Спейси                                                                                                | Победа    |
| Премия Гильдии киноактёров США | Лучшая женская роль                  | Аннетт Бенинг                                                                                               | Победа    |
| Премия Гильдии киноактёров США | Лучшая мужская роль второго плана    | Крис Купер                                                                                                  | Номинация |

## Музыка в фильме
Оригинальную музыку к фильму написал композитор Томас Ньюман, за которую он был номинирован на премию Оскар. В саундтреке к фильму были использованы композиции таких исполнителей как Bobby Darin, The Who, Free, Eels, The Guess Who, The Folk Implosion, Gomez и Боб Дилан, а также кавер-версия песни Битлз «Because» в исполнении Эллиота Смита. В фильме так же звучит композиция «Don’t Let It Bring You Down» в исполнении Энни Леннокс, но она не была включена в саундтрек.
11 января 2000 года был выпущен диск с оригинальной музыкой Томаса Ньюмана, состоящий из 19 треков.
Композиции, прозвучавшие в фильме «Красота по-американски»:
- «Because» — авторы Джон Леннон и Пол Маккартни / исполнитель Эллиотт Смит
- «On Broadway» — авторы Barry Mann, Cynthia Weil, Jerry Leiber and Mike Stoller
- «Tenderfoot» — автор Rick Arbuckle / исполнитель Zen Dadio
- «All Right Now» — автор by Andy Fraser and Paul Rodgers / исполнитель Free
- «We Haven’t Turned Around» — автор Ian Ball, Paul Blackburn, Thomas Gray, Benjamin Ottewell и Oliver Peacock / исполнитель Gomez
- «Any Other Name» — автор и исполнитель Томас Ньюман
- «Something Grand» — автор Hilton Ruiz / исполнитель Hilton Ruiz Ensemble
- «American Woman» — автор Burton Cummings, Randy Bachman, Jim Kale и Gary Peterson / исполнитель The Guess Who
- «All Along The Watchtower» — автор и исполнитель Bob Dylan
- «Use Me» — автор и исполнитель Bill Withers
- «Cancer For The Cure» — автор Mark Everett и Mickey Petralia / исполнитель Eels
- «The Seeker» — автор Pete Townshend / исполнитель The Who
- «Don’t Rain On My Parade» — автор Jule Styne и Bob Merrill / исполнитель Bobby Darin
- «As Long As I’m Singing» — автор и исполнитель Bobby Darin
- «Open the Door» — автор и исполнитель Betty Carter
- «Don’t Let It Bring You Down» — автор Neil Young / исполнитель Annie Lennox
- «Call Me Irresponsible» — автор Sammy Cahn и Jimmy Van Heusen / исполнитель Bobby Darin
- «Where Love Has Gone» — автор Sammy Cahn и Jimmy Van Heusen / исполнитель Bobby Darin
- «Bali Ha’i» — автор Oscar Hammerstein II и Richard Rodgers / исполнитель Пегги Ли

## Название фильма
Для американского зрителя оригинальное название «American Beauty» несёт культурные отсылки, которые трудно или невозможно передать полностью в переводах:
1. розы сорта «Американская красавица», которые Кэролайн выращивает в саду и которые присутствуют во многих сценах;
2. Анджела — красивая американка, служащая предметом вожделения Лестера («красавица, ангел-Анжела, о которой наяву грезит герой Кевина Спейси»);
3. Красота по-американски, то есть взгляд на то, что американцы считают красивым, прекрасным в своей жизни, американскую мечту.

Название содержит символизм, который лучше передаётся переводом Американская красавица. American Beauty можно дословно перевести как «американская красота», «американская красотка», «американская красавица», а также как название сорта роз «Американская красавица». В Болгарии название фильма перевели как «Американская прелестница».
В США традиционно популярен сорт красных роз Rosa 'American Beauty' . Выведенный во Франции в 1875 году, новый сорт изначально был назван «Мадам Фердинан Жамен» (Madame Ferdinand Jamin), но когда десять лет спустя он был ввезён в США, его названием стало и остаётся «Американская красавица» (American Beauty). Красивые, но требующие особого ухода при выращивании, а потому дорогие и не всем доступные, эти розы вскоре вошли в речь в качестве метафор. Уже в 1920-х годах Флоренз Зигфелд, называя артисток в «Безумствах Зигфелда» «американские красавицы на высоких стеблях» (long-stemmed American Beauties), использует понятную жителям США метафору, которую при этом трудно перевести на другой язык, и даже после этого трудно понять, не зная американских реалий.
В самом фильме Rosa 'American Beauty'  становится основным лейтмотивом фильма, начиная с плаката к фильму, приведённому в начале статьи. Эта же роза становится метафорой внешней труднодоступной красоты, в которой «где-то может прятаться червь».

## Понимание смысла фильма
Кинокритики предлагают множество возможных истолкований названию American Beauty, их мнения расходятся не столько в вопросах качества фильма, сколько в объяснении его смысловой нагрузки. Многие останавливаются на том, что в фильме описывается «поиск смысла жизни» или «гендерная идентичность» или «серость жизни американского пригорода», хотя даже сами кинопроизводители не скажут однозначно, о чём их фильм. Так, режиссёр фильма Сэм Мендес говорит, что для него смысл кинокартины каждый раз раскрывался по-новому, когда он перечитывал сценарий:

«чарующая повесть, калейдоскоп путешествий по американскому пригороду, серия любовных повествований <…> речь шла о скованности свободы <…> одиночестве <и> красоте. Смешная история; в то же время рассказ о гневе, печали…»
Литературный критик и писатель Уэйн Бут пришёл к выводу, что фильм не поддаётся ни одному истолкованию: «<American Beauty> не может быть точно объяснено, потому как здесь представлена сатира на существующий американский образ жизни, что умаляет торжество красоты. Более заманчиво всё свести к видению красоты в страданиях и оплошностях американцев; но это преуменьшает сцены насилия и ужаса, и неприятия Боллом нашей морали. Невозможно всё свести лишь к философским возваниям Лестера и Рики о том, что есть жизнь и как её следует прожить». Бут утверждает, что сложность понимания фильма связана с поиском его сердцевины — решающий голос, который бы «<скрепил> все вкусы» Он утверждает, что в случае с фильмом American Beauty как авторов нет ни Мендеса, ни Болла. Дело в том, что Мендес, как режиссёр, считает, что его видение будет как у сценариста Болла, но даже тогда, когда автор сценария имеет «большое влияние» на съёмочной площадке, ему часто приходится одобрять отступления от своего видения повествования. В случае с Боллом те сюжетные повороты, которые превратили саркастический тон его сценария в нечто более лёгкое. Те «неисчислимые мнения, вторгающиеся в авторский замысел American Beauty», — говорит Уэйн Бут, — «забывают о щупе, который отыскивает ускользающую сердцевину». И Бут, в итоге, приходит к выводу, что истинным критерием толкования является воодушевлённость «тех тысяч людей, находящихся в гуще производства, одобрения или отвержения, вставки или резки».

### Скованность или раскрепощённость

Отражение Лестера в мониторе напоминает человека, находящегося за тюремной решёткой, что по замыслу режиссёра должно было изобразить «тюремное заключение» и «побег из заключения»

Сэм Мендес отмечает, что его фильм также о человеческой скованности жизнью и о её преодолении. Однообразная жизнь Лестера складывается из его невыразительности, неблагодарной работы и безвкусного внешнего вида. В этих сценах он часто попадает в различные ловушки, «повторяя действия, которые вряд ли полезны для него». Он мастурбирует, принимая утренний душ. Кадр с душевой кабинкой первый из череды многих других, где замкнутое пространство является прообразом тюремной камеры, как, например, когда он сидит напротив монитора, где изображены столбцы с цифрами, «закрытый и почти вычеркнутый». Джоди Пеннингтон считает, что поездка Лестера в школу на выступление Джейн является ключевой во всей истории. Его сексуальное пробуждение благодаря встрече с Анджелой является одним из поворотных моментов, когда он начинает «сбрасывать путы размеренной жизни, которую он презирает». После того, как Лестер выкурил вместе с Рики джойнт, его дух пробудился и начал сопротивляться влиянию Кэролайн. Проникнувшись «притягательной, полноценной уверенностью» Рики Фиттса, Лестер убеждается, что Анджела достижима и он должен задуматься о своём «заурядном, косном и мелочном пригородном существовании»; он поступает на работу в забегаловку, благодаря чему начинает «видеть перед собой жизненный путь».
Когда Кэролайн застала Лестера за мастурбацией, он с гневом возразил ей по поводу их интимной жизни, что было впервые для него за последние годы. Противостоя сложившимся обстоятельствам и Кэролайн в её «ставке на всякую заурядность», Лестер пытается «восстановить право голоса в доме, подавляемое матерью и дочерью». Его окончательное пробуждение происходит, когда он и Анджела почти доходят до последней ступени взаимоотношений; когда она призналась в своей девственности, он больше не воспринимал её как плод вожделения, но как дочь. Он обнял и «укутал её». Мендес назвал это «наиболее удовлетворительным окончанием путешествия [Лестера] из всех возможных». В этих заключительных сценах Мендес старался показать Лестера на исходе «небывалого поиска». После того как Лестер взял пиво из холодильника, камера двигается к нему, останавливается на прихожей, по которой он должен пройти «навстречу своей судьбе». Запустив свою жизнь по-новому, Лестер добился развязки. Когда он улыбается, глядя на семейную фотографию, камера медленно ползёт к кухонной стене, на которой возникают кровавые брызги от раздавшегося оружейного выстрела; медленное панорамирование запечатлевает умиротворённую смерть Лестера. Его обнаружили Джейн и Рики. Мендес говорит, что вглядывание Рики в глаза Лестера является «кульминацией сюжета» фильма: эта красота найдена там, где она меньше всего ожидаема.

### Соответствие и красота
Как и другие американские фильмы 1999 года, вроде «Бойцовского клуба», «Воскрешая мертвецов», «Магнолии» — Красота по-американски призывает своих зрителей «[следовать] более осмысленной жизни». Фильм провозглашает сопротивление приспособленчеству, но не отрицает, что люди нуждаются и желают его; даже геи стараются вписаться в повседневность. Соседи Лестера Джим и Джим — это сатира на «партнёрство геев-горожан», которые «[облечены] поразительно одинаково», что в фильме осуждается в гетеросексуальных парах. Феминистская исследовательница Салли Мант утверждает, что «Красота по-американски» использует свои артхаусные чары для того, чтобы послать сигнал несогласия с действительностью, в первую очередь среднему классу, и что такой подход «клише мещанской озабоченности […] основная посылка которого в том, что ценность поиска собственного Я через отрицание и отречение, всегда открыта для тех, кто достаточно богат, чтобы выбрать, и для тех, кто достаточно пронырлив, чтобы проникнуться духом мятежа».
Профессор Рой М. Анкер считает, что главная сюжетная линия развивается вокруг фразы «присмотрись получше» (англ. look closer). Явное сочетание необычного мировоззрения Рики Фиттса с навязчивой идеей самого Лестера о том, что он вскоре покинет этот мир, заставляет зрителя задуматься о собственной бренности и окружающей его красоте. В фильме также есть ряд загадок; Анкер вопрошает «с какого места точно и от чьего лица, он [Лестер] рассказывает свою историю? […] если он уже мёртв, какой смысл беспокоиться о том, что он нам хочет рассказать о последнем годе своей жизни здесь? […] Есть также вопрос о том как Лестер уже умер — или же как умрёт». Анкер верит, что начальная сцена, когда Джейн обсуждает с Рики то, как лучше убить своего отца, добавляет новую загадку. В то же время профессор Энн Холл несогласна; она считает, представляя скорейшую разгадку, режиссёр позволяет зрителю сосредоточиться на «просмотре самого фильма и его философских вопросов». Посредством повествования о жизни Лестера, его возрождения и смерти «Красота по-американски» высмеивает понимание американским средним классом смысла жизни, красоты и удовлетворения. Даже если только из-за желания овладеть Анджелой в Лестере происходят внутренние изменения, он остаётся готовым «к воспеваемой масс-медиа самцовой мужской сексуальности, как путь к самодостаточности». Кэролайн таким образом следует устоявшемуся образцу счастья; от её веры в «House Beautiful» до автомобиля и садовых принадлежностей. Среда обитания для Кэролайн «манящий американский тысячелетний образ Плезантвиля или Эдема». Бёрнемы и не осознают, что они, говоря «филофски — материалисты, а этически — убеждённые потребители», которые жаждут «зачатков Красоты по-американски», которые дадут им вкусить счастье. Анкер считает, что они «беспомощны перед лицом заметных экономических и сексуальных стереотипов […] что они и их культура предназначены для их спасения».
Рики Фиттс представлен в фильме, как «провидец […] его духовная и загадочная сердцевина». Он видит красоту в каждой мелочи повседневной жизни, снимая на видео насколько это получается, потому что боится забыть. Он показывает Джейн самую прекрасную, на его взгляд, вещь, которую он когда-либо снимал: полиэтиленовый мешочек, подбрасываемый порывом ветра на фоне стены. Он говорит, что поймал мгновение, когда осознал «полноту жизни за каждой из вещей»; он почувствовал, что «иногда в мире столько красоты, что я чувствую неспособность вместить её… и моё сердце вырывается наружу». Анкер отмечает, что Рики, наблюдая за «культурными отбросами» (англ. cultural dross), «[понял] лучезарное великолепие сотворенного мира», что ведёт к узрению Бога. По мере развития сюжета Лестер Бёрнем всё больше проникается виденьем мира Рики. К концу фильма он отказывается искать только личное удовлетворение.
В самое последнее мгновение он отказывается от секса с Анджелой, когда она признаётся, что является девственницей. Внезапно для себя, увидев в Анджеле дитя, он начинает относиться к ней как к дочери; поступая так, Лестер видит себя, Анджелу и свою семью «слабыми и хрупкими, но чудесными созданиями, какие они и есть». Он разглядывает фотографию своей семьи, переживая счастье, и умирает с прозрением, что даёт ему «восхищение, радость и потрясшую душу благодарность» — в заключении он видит весь мир таким, каков он есть.
Согласно Патти Беллантони, цветовая символика проходит красной нитью через весь фильм. Причём ни один цвет не используется так часто, как красный, призванный направлять сюжет и «[направлять] повороты Лестера». Начиная фильм с серого цвета, который показывает безучастность, Лестер затем окружает себя красным, когда начинает оживать. Роза Американская красавица неоднократно используется как символ; когда Лестер мечтает об Анджеле, она обычно обнажена и окружена лепестками роз. В этих сценах роза выступает в качестве образа страстного влечения Лестера к Анджеле. Когда роза находится рядом с Кэролайн, то это символ «показного успеха провинциала» Кэролайн срезает розы и ставит их в вазы, где они украшают её «показное видение того, что есть красота» и начинают умирать. Розы в вазе в сцене соблазнения Лестером Анджелы символизирует прошедшую жизнь Лестера и Кэролайн; камера приближается, когда Лестер и Анджела подходят друг к другу, и останавливается на розах в вазе на подоконнике, — и, таким образом, на Кэролайн — за кадром. Прозрение Лестера в конце фильма выражается через дождь и использование красного цвета, в музыке развивающееся крещендо показывает напряжение чувств Лестера Постоянное использование красного цвета «внушает [зрителю] успокоение» и вызывает привыкание к его присутствию; следовательно, это оставляет зрителя неподготовленным, когда Лестер застрелен и его кровь разбрызгивается по стене.

### Чувственность и сдержанность
Джоди Пеннингтон считает, что «Красота по-американски» определяет своих героев через их чувственность. Попытки Лестера вновь пережить свою юность являются прямым следствием его влечения к Анджеле и состояние его интимных отношений с Кэролайн частично показано через отсутствие супружеских обязанностей. Также сексуально неудовлетворённая Кэролайн втягивается в авантюру, которая из неё — «холодной перфекционистки» — рождает беспечность, которая «[поёт] счастливо вместе с» музыкальному приёмнику в своей машине. Джейн и Анджела постоянно обсуждают секс, а именно рассказы Анджелы о якобы её богатом сексуальном опыте. Сцены, где они выступают в обнажённом виде, призваны показать их уязвимость. К концу фильма влияние Анджелы на Джейн ослабело; до тех пор единственным способом влиять на Джейн было влечение Лестера к ней. Полковник Фрэнк Фиттс с отвращением относится к Джиму и Джиму; он спрашивает у Рики: «Как же эти педики любят мозолить глаза? Как они могут быть настолько бесстыжими?». Рики в свою очередь замечает: «В том-то и дело, папа, — они не считают, что этого стоит стыдиться». Пеннингтон замечает, что ответное действие полковника не гомофобно, но «мучительно от самодопроса».
Наряду с другими фильмами, вышедшими накануне миллениума, как «В компании мужчин» (1997), «Бойцовский клуб» (1999), «Парни не плачут» (1999), «Американский психопат» (2000), «Красота по-американски» это «расцвет более широкого изучения вопроса о спаде мужественности». Профессор Винсент Хаусманн обрушился с критикой на все эти фильмы, поскольку считал, что в их стремлении укрепить мужественность «против угроз, связанных с войной, потребительством, вызовами феминизма и квиров», происходит «сосредоточение, временами избыточное» на том, что мужественность «считается отклонением». Перерождение Лестера означает, «что он, а не женщина, понёс на себе основную тяжесть отсутствия бытия», и он не будет стоять за то, что выхолащивается. Попытки Лестера «укреплять традиционную мужественность», вступает в противоречие с его обязанностями как отца семейства. В фильме намечается путь, по которому Лестер вернулся в состояние положительного героя, не став «сверхмужественным героем, неявно проступающим в фильмах вроде Бойцовского клуба». Хаусманн подытоживает, что поведение Лестера по отношению к Анджеле является «ошибочным, но почти неизбежным шагом на пути к его возврату в отцовское состояние».
Хаусманн говорит, что фильм «однозначно подтверждает важность соблюдения запрета на инцест»; повторяющейся темой фильма является сравнение табу на инцест и гомосексуальность. Вместо явного размежевания в «Красоте по-американски» рассматривается как их подавление может привести к насилию. Полковник Фиттс настолько подавлен своим гомосексуальным мышлением, что это подвигает его совершить убийство Лестера. Алан Болл говорит, что «Фильм отчасти о том, как гомофобия основывается на страхе и подавленности и что [они] творят». Фильм подразумевает два неосуществимых кровосмесительных желания: домогательства Лестером Анджелы является олицетворением его влечения к собственной дочери, в то время как жестокость полковника Фиттса проявляется в сексуальной дисциплине, в которой он держит Рики. Следовательно, Рики понимает, что он может уязвить отца, говоря ему ложь о том, что является гомосексуалом. Прообразом полковника Фиттса стал отец Болла, чьи подавления своего гомосексуального влечения привели к глубокому несчастью. Болл списал Фиттса со своего отца, дав ему отсрочку в его проявлении как гомосексуала, что Мант расценивает как, возможно, «собственных патриархально-инцестных фантазий у самого Болла».

### Продолжительность и музыка
«Красота по-американски» следует общепринятому построению повествования, кроме частичного перемещения сцены разговора Джейн и Рики из середины фильма в самое начало. Хотя события в фильме охватывают один год, в фильме представлен рассказ о скорой смерти Лестера. Жаклин Фарби полагает, что сюжет «занимает […] нисколько времени [или] всё время», ссылаясь на утверждение Лестера о том, что жизнь не проносится у него перед глазами, но «она тянется вечно, как океан времени». Фарби утверждает, что «частота повторения» лежит в основе построения фильма. Например, две сцены Бёрнемов, сидящих за ужином, сняты похожим образом. Каждый образ во многом схож, если не брать во внимание несущественные изменения в расстановке предметов и языке жестов, которые отражают живость развития сюжета после обретения Лестером самого себя. Другим примером служит пара сцен, в которых Джейни и Рики находятся вместе. Рики снимает Джейни из окна своей спальни как она снимает свой лифчик и похожий перевёрнутый образ «подглядывания и эксгибиционизма», когда Джейни снимает сидящего обнажённым в кресле Рики. Грёзы Лестера подчёркнуты благодаря размеренному движению камеры и повторяющимся кадрам; Сэм Мендес использовал двойные и тройные повторяющиеся кадры в нескольких последовательностях, и частота кадров меняется, чтобы зритель мог понять, что это грёзы киногероя.
Один из примеров — первая встреча Лестера с Анджелой в спортивном зале. В то время, как остальные болельщики исполняют своё выступление в перерыве между таймами под музыку On Broadway, Лестер больше сосредоточен на Анджеле. Время замедленно, чтобы показать его «зачарованное подглядывание» и Лестер воображает, что Анджела исполняет танец в пустом зале и только для него одного. On Broadway — подчёркивающая согласованность происходящего на сцене действа — внезапно заменяется противоречивыми ударными звуками, лишёнными мелодичности и развития. Такой замедленный показ необходим для создания впечатления застывания в повествовании; он передаёт грёзы Лестера, длящиеся мгновение, как не имеющие определённой длины. Подобное воздействие доцент Стэн Линк уподобляет «вертикальному времени», которое описал композитор и теоретик музыки Джонатан Крамер, как музыку, которая «одна растягивает имеющееся в одну большую продолжительность», вероятное бесконечное «сейчас», которое тем не менее ощущается как одно мгновение. Мука используется как визуальный указатель, так что Лестер и ритм сосредоточены на Анджеле. Музыкальная последовательность заканчивается внезапной реинтродукцией On Broadway и телеологическим временем.
Согласно Дрю Миллеру из журнала Stylus, саундтрек «[придаёт] подсознательный голос» психике персонажей и дополняет подтекст. Наиболее очевидно использование поп-музыки «сопровождает и придаёт контекст» попыткам Лестера вернуть свою юность; напоминая о том, как контркультура 1960-х боролась с будничным американским гнётом с помощью музыки и наркотиков, Лестер начинает курить каннабис и слушать рок-музыку. Мендес выбирал музыку по «прогрессивности в истории американской популярной музыки» Миллер утверждает, что, хотя некоторые из них могут быть знакомы, есть и доля пародийности, что позволяет «соблюсти призыв [фильма] к зрителям присмотреться получше». Ближе к концу фильма музыка Томаса Ньюмана играет более заметную роль, создавая «тревожный ритм», что соответствует напряжённости происходящего на экране. Единственным исключением является песня «Don't Let It Bring You Down», звучащая в то время, когда Лестер соблазняет Анджелу. При первой необходимости музыка смолкает, как только обольщение заканчивается. Слова из песни гласящие о том, что «твердыня пылает» (англ. castles burning) может рассматриваться как метафора к видению Анджелы Лестером — «розовое, влекомое грёзами воплощение „Американской красавицы“» — как оно пылает, чтобы показать «застенчивую, с маленькой грудью девушку, которая, как и его жена, умышленно сотворила собственный ложный образ в обществе».

## Производство фильма

### Разработка
В 1997 году, после нескольких лет бесплодной сценаристской деятельности в ситкомах «Грейс в огне» и «Сивилла», Алан Болл решил перейти в киноиндустрию. Он выбрал в качестве места работы United Talent Agency, где его литературный агент Эндрю Каннава предложил писать произвольные сценарии, чтобы «возвратить [себя] в гущу событий, как сценариста». Болл подбросил Каннава три сценарные наработки: две обычные романтические комедии и «Красоту по-американски», который он задумывал, как постановку, ещё в 1990-х годах. Несмотря на отсутствие у сюжета явной товарной привлекательности для вероятных продюсеров, Каннава выбрал «Красоту по-американски», которую посчитал написанной Боллом с большим вдохновением. Помимо работы над сценарием, Болл создал ещё один ситком Oh, Grow Up. Он был страшно раздражён и разочарован отношением зрителей к «Грейс в огне» и «Сивилла», чтобы заниматься работой над сценарием «Красоты по-американски».
Болл не надеялся продать сценарий, полагая, что это будет лишь только визитная карточка, но работой заинтересовались некоторые лица из продюсерской среды. Каннава предложил сценарий различным продюсерам, включая Дэна Джинкса и Брюса Коэна, которые приобрели его для DreamWorks. Благодаря содействию исполнительных продюсеров — Гленн Уильямсон, Боба Купера и Стивена Спилберга Болл согласился осуществить кинопроект в DreamWorks; он получил заверения от студии, известной своей гибкостью в кинопроизводстве, о том, что «острые углы будут сглажены». Другим необычным шагом киностудии стал отказ от опциона по сценарию; вместо этого в апреле 1998 года DreamWorks напрямую приобрела права на сценарий за $250 000 опередив Metro-Goldwyn-Mayer, Fox Searchlight Pictures, Lakeshore Entertainment, October Films DreamWorks собиралась потратить на съёмки фильма $6—8 миллионов. Джинкс и Коэн привлекали Болла к работе над фильмом включая подбор актёров и выбор режиссёра. Продюсеры встретились с около 20 заинтересованными режиссёрами, некоторые из которых входят в А-список. Болл был не в восторге от возможного участия в проекте известных режиссёров, потому что считал, что это приведёт к увеличению бюджета съёмок и вызовет у DreamWorks «беспокойство за содержание». Тем не менее студия предложила кресло режиссёра Майклу Николсу и Роберту Земекису, но оба отказались.
В том же году Сэм Мендес, будучи театральным режиссёром, вместе с Робом Маршаллом возродил мюзикл Кабаре. Бет Своффорд из Creative Artists Agency устроила встречу Мендеса с ключевыми лицами DreamWorks для его рассмотрения в качестве возможного режиссёра фильма. Мендес наткнулся на «Красоту по-американски» среди кипы из 8 сценариев дома у Своффорд, и сразу же понял, что это то, что он бы хотел создать; в начале своей деятельности Мендес был вдохновлён таким фильмом, как Париж, Техас, вышедшим на экраны в 1984 году, в котором представлена современная Америка как мифическое пространство, и он увидел подобное в «Красоте по-американски», в том числе и воспоминание своего детства. Мендес позднее увиделся со Спилбергом; впечатлённый постановками «Кабаре» и «Оливер!», Спилберг предложил Мендесу заняться «Красотой по-американски».
Тем не менее Мендес понимал, что нужно убедить других исполнительных продюсеров в том, что именно он достоин сесть в режиссёрское кресло. Он обсуждал предстоящий фильм с Джинксом и Коэном, чувствуя их поддержку. Болл, будучи впечатлён Кабаре, также одобрил кандидатуру Мендеса, отметив, что Мендес имеет «острое визуальное чутьё» и он не видит другого режиссёра «Красоты по-американски». Боллу также понравилось, что Мендес желает вглядеться в сюжет поглубже, а его талант будет на пользу «Красоте по-американски». Театральный опыт Мендеса также был большим плюсом, поскольку режиссёрские постановки не сильно отличаются от кинематографических. После двух встреч с продюсерами — первая с Купером, Уолтером Паркисом и Лори МакДональд, а вторая с одним только Купером — Мендес представил себя студии. В июне 1998 года DreamWorks подтвердила, что заключила договор с Мендесом в качестве режиссёра фильма. Студия заключила с ним договор, установив самую низкую заработную плату, какую допускает Американская гильдия режиссёров — $150 000. Мендес согласился и позднее вспоминал, что после уплаты всех налогов и комиссионных вознаграждений агенту он заработал по договору лишь $38 000.

### Сценарий
Отчасти при написании сценария фильма Алан Болл был вдохновлён двумя случаями из своей жизни в начале 1990-х. Где-то в 1991—1992 годах в Нью-Йорке сидя на скамейке в парке рядом с Всемирным торговым центром Болл наблюдал носимый порывами ветра полиэтиленовый мешочек. Действо происходило всего 10 минут, но оно произвело неизгладимое впечатление на Болла, вызвав «неожиданный чувственный отклик». В 1992 году Болла сильно потряс развернувшийся медийный шум вокруг судебного процесса Эми Фишер. Открывая комикс, повествующий о скандале, он был поражен тем, как быстро он стал коммерческим. Он говорил, что «чувствовал, будто это была подлинная история, в глубине [это была] более увлекательная и временами трагичная», чем то, что было представлено на суд общественности, и попытался воплотить замысел в пьесу. Болл написал около 40 страниц, но остановился, когда понял, что это гораздо лучше воплотить в фильм. Он ощутил, что поскольку каждая из составляющих темы повествования должна быть на виду, а история каждого героя это «глубоко личное», то это просто невозможно по-настоящему воплотить на сцене. Все основные герои фильма именно так и появились, кроме Кэролайн; а вот роль Джима и Джима была гораздо шире.
Болл основывал историю про Лестера на многих гранях своей собственной жизни. Переоценка жизни Лестером совпадает с переживаниями Болла, когда он перешагнул 35-летний возраст; подобно Лестеру, Болл не был удовлетворён работой, которую ненавидел, людьми, которых не уважал. Сцены в доме Рики отражают воспоминания Болла о своих детских годах. Болл подозревал, что его отец был гомосексуалом, перенеся эти переживания на образ полковника Фиттса, человека, который «дал себе возможность быть самим собой». Болл отмечал, что смесь комедии и драмы не является преднамеренной, потому что он к этому пришёл самостоятельно, пропустив сценарий через свою жизнь. Он говорил, что наложение одного на другое привело к противопоставлению, предоставив каждой чёрточке большую выразительность, чем если бы всё было по отдельности.
В сценарии, написанном для ожидаемых актёров и режиссёра, Лестер и Анджела занимались сексом; ко времени начала съёмок Болл довёл сценарий до окончательной редакции. Первоначально Болл отвергал предложения от других изменить сценарий, поскольку считал это ненужным пуританством; на окончательную редакцию с исправлением сцены повлиял тогдашний президент DreamWorks Уолтер Паркис. Он убедил Болла сославшись на древнегреческую мифологию, где у героя есть «мгновение прозрения того как … трагедия наступает». Позднее Болл признавался, что его ослеплял гнев, когда первый набросок сцены Лестера и Анджелы, сводился к тому, что Лестер отказывался от секса с Анджелой для того, чтобы завершить своё окончательное пробуждение и добиться полного освобождения. Джинкс и Коэн попросили Болла не менять сцену с ходу, поскольку считали, что это не целесообразно вносить изменения в сценарий, когда ещё не определился будущий режиссёр фильма. В ранних черновиках также были воспоминания полковника Фиттса во время его службы в морской пехоте во время Вьетнамской войны, где подробно рассказывалось о его гомосексуальных наклонностях. После гибели морского пехотинца, с которым у него были гомосексуальные отношения, полковник Фиттс начинает верить, что погибший наказан за совершённый грех. Болл удалил эти сцены, поскольку они не вписывались в общее строение сюжета, а полковник не мог быть единственным героем, у кого были воспоминания о прошлом — и отсюда неожиданный поступок полковника был перенесён на Лестера, когда Фиттс пытался поцеловать его в гараже. Болл говорил, что написал это из соображений понятности, чтобы узнать, что случилось с полковником Фиттсом, хотя все, что осталось в последующих редакциях, был лишь подтекст.
Болл принимал непосредственное участие в дальнейшем производстве; он подписал соглашение, по которому обязывался в течение года заниматься только съёмками «Красоты по-американски» и не принимать участие в подготовке телевизионных шоу. Болл находился на съёмочной площадке для внесения изменений в сценарий и пояснения того или иного сюжетного хода, кроме двух дней, когда, собственно, проходили съёмки. Его первоначальная сцена, где Джейн и Рики привлечены к уголовной ответственности за убийство Лестера, подстроенное полковником Фиттсом — во время постпродакшн были вырезаны. Болл посчитал, что они совершенно не нужны и их следует удалить, поскольку они являются плодом его «гнева и цинизма», которые он испытывал при написании. Болл и Мендес пересмотрели сценарий дважды, прежде чем он был направлен на ознакомление к актёрам, и с двойным вниманием при первом чтении. В режиссёрском сценарии есть сцена, когда Рики и Джейн в машине у Анджелы разговаривают о смерти и красоте; эта сцена называлась «большая сцена на шоссе», в которой три свидетеля ДТП видят мёртвое тело. Сцена была вырезана по чисто практическим причинам, поскольку съёмки выбивались из графика и нужно было не выходить за границы бюджета. На съёмки аварии могло быть потрачено целых два дня, в то время как по графику было доступно только полдня. Болл был за включение этой сцены в фильм, но при условии, что сохранится сюжетная линия в которой Рики будет говорить о том, как когда-то видел мёртвых бездомных женщин: «„Если ты увидишь нечто подобное этому, то это как будто сам Бог взглянул на тебя на мгновение. И если быть осторожным, то возможно обратное видение“. Джейн спрашивает: И что ты увидел? Рики: Красоту». Болл вспоминал: «Они хотели вырезать эту сцену. Они считали её бесполезной. Я им сказал: Вы что окончательно рехнулись что ли. Это одна из важнейших сцен в фильме! … Если какая-то [сюжетная] линия и является сердцем и душой фильма, то именно эта». Чтобы восполнить потерю сцены на шоссе, взамен неё была написана сцена в школьном дворе, когда Рики снимал на видеокамеру мёртвую птицу. Именно здесь был показан «поворотный пункт» в отношениях между Анджелой, Рики и Джейн, когда последняя решила идти домой с Рики, а не с Анджелой. К окончанию съёмок количество редакций сценария равнялось 10.